# 1187년

## 연호
- 남송(南宋) 순희(淳熙) 14년
- 금(金) 대정(大定) 27년
- 일본(日本) 분지(文治) 3년
- 서하(西夏) 건우(乾祐) 18년
- 리 왕조(李朝) 티엔뜨자투이(天資嘉瑞) 2년

## 기년
- 남송(南宋) 효종(孝宗) 25년
- 금(金) 세종(世宗) 27년
- 고려(高麗) 명종(明宗) 17년
- 서하(西夏) 인종(仁宗) 48년
- 리 왕조(李朝) 고종(高宗) 12년